# WebSocket
WebSocket és una tecnologia que proporciona un canal de comunicació bidireccional i full-duplex sobre un únic socket TCP. Està dissenyada per a ser utilitzada en navegadors i servidors web, però pot usar-se per qualsevol aplicació client/servidor. L'API de WebSocket s'està normalitzant pel W3C, i el protocol WebSocket, a la vegada, s'està normalitzant per l'IETF. Normalment, per temes de seguretat, els administradors de xarxes bloquegen les connexions als ports diferents del port 80, així els WebSockets pretenen solucionar aquest problema, aportant una tecnologia que proporcioni una funcionalitat similar a la que s'obté obrint diferents connexions en diferents ports però multiplexant els diferents serveis a través d'un únic port TCP.

## Prestacions
- Els websockets estan dissenyats per a emprar-se en els navegadors web i servidors web, però també es poden usar per a qualsevol aplicació client-servidor.
- El protocol WebSocket està basat en el protocol TCP.
- El número de port TCP és el 80 (o 443 en cas de comunicacions encriptades TLS), d'aquesta manera es pot passar a través de tallafocs que ho bloquegin tot menys els navegadors web.
- El protocol Websocket està suportat en la majoria dels navegadors entre aquests Google Chrome, Microsoft Edge, Internet Explorer, Firefox, Safari i Opera.
- El protocol WebSocket està definit en el document RFC 6455[4]